# Wormaldia dizkiran
Wormaldia dizkiran là một loài Trichoptera trong họ Philopotamidae. Chúng phân bố ở miền Cổ bắc.